# Campionati europei di ciclismo su strada 2007 - Gara in linea femminile Under-23
La gara in linea femminile Under-23 dei Campionati europei di ciclismo su strada 2007, tredicesima edizione della prova, si disputò il 21 luglio 2007 a Sofia, in Bulgaria. La vittoria fu appannaggio dell'olandese Marianne Vos, che terminò la gara in 3h02'54" bissando il successo dello scorso anno, precedette l'italiana Marta Bastianelli e la lituana Rasa Leleivytė.

## Ordine d'arrivo (Top 10)
| Pos. | Corridore            | Squadra     | Tempo    |
| ---- | -------------------- | ----------- | -------- |
| 1    | Marianne Vos         | Paesi Bassi | 3h02'54" |
| 2    | Marta Bastianelli    | Italia      | s.t.     |
| 3    | Rasa Leleivytė       | Lituania    | s.t.     |
| 4    | Claudia Häusler      | Germania    | s.t.     |
| 5    | Pascale Jeuland      | Francia     | s.t.     |
| 6    | Elizabeth Armitstead | Regno Unito | s.t.     |
| 7    | Loes Markerink       | Paesi Bassi | s.t.     |
| 8    | Jennifer Hohl        | Svizzera    | s.t.     |
| 9    | Ine Beyen            | Belgio      | s.t.     |
| 10   | Verena Absalyamova   | Russia      | s.t.     |